# Wartoise
La Wartoise ou Artoise est une rivière de Belgique et de France, affluent droit du Gland, donc sous-affluent de l’Oise faisant partie du bassin de la Seine.

## Histoire
Une miniature présente dans les albums de Croÿ (du Comte de Croÿ) appelée "La rivière de Wartoise" montre cette rivière à la hauteur de l'étang de Cendron, surmontée à gauche des armes de Croÿ et à droite d'un cartouche.

## Géographie
De 19,6 km de longueur, et prenant sa source dans l'étang de Cendron, commune de Forge-Philippe, entité de Momignies, dans le Sud de la province de Hainaut, la Wartoise délimite sur quelques kilomètres la frontière entre la Belgique et la France pour ensuite, après Cendron, passer en France où elle conflue en rive droite dans le Gland, à 193 m d'altitude, à Saint-Michel-en-Thiérache.

### Communes et cantons traversés en France
Dans les deux départements de l'Aisne et des Ardennes, l'Artois traverse les trois communes  suivantes, de l'amont vers l'aval, de Signy-le-Petit, Watigny,  Saint-Michel-en-Thiérache (confluence).

### Bassin versant
L'Artoise traverse une seule zone hydrographique Le Gland de sa source au confluent de l'Oise (exclu) (H001) de 214 km2 de superficie. Ce bassin versant est constitué à 52,09 % de « territoires agricoles », à 43,27 % de « forêts et milieux semi-naturels », à 4,55 % de « territoires artificialisés », à 0,09 % de « surfaces ene eau ». 

### Organisme gestionnaire
L'organisme gestionnaire est le syndicat intercommunal pour la gestion du bassin versant de l’Oise amont

## Affluents
L'Artoise a huit tronçons affluents référencés :
- Ri Mangon (rg[note 1]), 2,5 km
- le ruisseau de la Bonde (rg), 2,7 km sur la seule commune de Signy-le-Petit, avec un affluent de nom identique
- le ruisseau des Vieux Fours (rg), 1,6 km sur la seule commune de Signy-le-Petit.
- le ruisseau du Wairand (rd), 1,6 km
- l'Artoise, bras donc affluent et défluent
- le ruisseau du Saule (rd), 2,1 km
- le ruisseau Weignette ou Veignette (rd), 1,5 km sur la commune de Saint-Michel-en-Thiérache frontalier avec un affluent :
  - le ruisseau du Marais du Diable (rg), belge 1,7 km
- le ruisseau de Fourchamp (rg), 3,9 km sur les deux communes de Watigny (source) et Saint-Michel-en-Thiérache (confluence).

### Rang de Strahler
Donc son rang de Strahler est de trois.

## Aménagements et écologie

### Écologie
L'Artoise est la 5e rivière française à avoir été labellisée « Site rivière sauvage »  (mi-2016, par le Fonds pour la conservation des rivières sauvages et par European rivers network (ERN) France). Ce label, soutenu par le ministère de l'Environnement, l'Onema et les agences de l'eau désigne et récompense des rivières ayant un statut de « très bon état écologique » et relativement préservés des activités humaines. Il est attribué après analyse basée sur  9 thèmes et 45 critères.